# Татарское (Костромская область)
Татарское — деревня в Нерехтском районе Костромской области. Административный центр Волжского сельского поселения.

## География
Находится в юго-западной части Костромской области на расстоянии приблизительно 19 км на восток-северо-восток по прямой от районного центра города Нерехта.

## История
Известна с XIX века как село, принадлежавшее Т.А.Титовой, в 1872 году учтено 27 дворов, 
в 1907 году - 26.

## Население
Постоянное население составляло 116 человек, 159  (1897), 185 (1907), 826 в 2002 году (русские 97%), 672 в 2022.